# Ernst Vollert (Jurist)
Ernst Vollert (* 25. August 1890 in Konitz; † 3. Februar 1977) war ein deutscher Jurist und Ministerialbeamter.

## Leben
Vollert studierte Rechtswissenschaft an der Philipps-Universität und wurde 1909 Mitglied des Corps Guestphalia Marburg. Nach den beiden juristischen Staatsexamen und der Promotion zum Dr. iur. begann er 1923 seine Laufbahn im Reichsministerium der Finanzen. Später wechselte er in das Reichsministerium des Innern, in dem er ab 1936 als Ministerialdirektor die Abteilung für Vermessungswesen und Grenzlandfragen leitete. 1933 war er der NSDAP beigetreten.
Mit dem ehemaligen preußischen Finanzminister Johannes Popitz bekannt, stellte er sich ihm 1943 für den geplanten Umsturz nach einem erfolgreichen Anschlag auf Adolf Hitler zur Verfügung. Wenig später wurde er mit dem kurz zuvor abgelösten Reichsinnenminister Wilhelm Frick nach Prag versetzt, wo Frick Reichsinspektor für das Protektorat Böhmen und Mähren wurde. Die Verschwörer sahen Vollert als politischen Beauftragten für den Wehrkreis XXI (Posen) vor. Drei Tage nach dem gescheiterten Attentat vom 20. Juli 1944 wurde Vollert in Prag von der Gestapo verhaftet. Er kam auf Fricks Betreiben nach vierzehn Tagen frei und überlebte die Zeit des Nationalsozialismus.
Nach dem Krieg war Vollert im Jahr 1948 Landrat im Landkreis Hersfeld. Danach war er Rechtsanwalt und Notar in Bad Hersfeld. Er starb mit 86 Jahren und hinterließ seine Frau Liesel (geb. Pforr), zwei Töchter und einen Sohn.
Seine Memoiren befinden sich in der Bibliothek der Gedenkstätte Deutscher Widerstand.

## Auszeichnungen
- Goldene Leibniz-Medaille (1943)